# Omar Khayyam (månkrater)
Omar Khayyam är en nedslagskrater på månens baksida. Omar Khayyam har fått sitt namn efter den persiske poeten, matematiker, filosofen och astronomen, Omar Khayyam.
Kratern har en diameter på ungefär 68 km.